# Rząd Alexandra Schallenberga
Rząd Alexandra Schallenberga – federalny rząd Republiki Austrii urzędujący w 2021.
W styczniu 2020, kilka miesięcy po wyborach parlamentarnych z września 2019, powstał drugi rząd Sebastiana Kurza. Tworzyła go koalicja Austriackiej Partii Ludowej (ÖVP) i Zielonych.
9 października 2021 lider ludowców Sebastian Kurz ogłosił rezygnację z urzędu kanclerza w związku z prowadzonym postępowaniem dotyczącym defraudacji funduszy publicznych. Na swojego następcę zaproponował dotychczasowego ministra spraw zagranicznych. Kandydaturę tę zaakceptowali również koalicjanci. Alexander Schallenberg został zaprzysiężony 11 października 2021. Skład jego gabinetu pozostał praktycznie bez zmian w porównaniu z poprzednim rządem (poza powołaniem nowego ministra spraw zagranicznych).
2 grudnia 2021 Sebastian Kurz zapowiedział wycofanie się z działalności politycznej, w tym odejście z funkcji przewodniczącego ÖVP. Tego samego dnia Alexander Schallenberg zadeklarował swoją dymisję z funkcji kanclerza; uzasadniał ją tym, że na czele partii i rządu powinna stać ta sama osoba, a sam nie będzie ubiegał się o stanowisko partyjnej. Rząd Alexandra Schallenberga funkcjonował do 6 grudnia 2021, gdy nowym kanclerzem został rekomendowany przez ludowców Karl Nehammer.

## Skład rządu
| Funkcja                                                                    | Zdjęcie | Imię i nazwisko        | Od                   | Do             | Partia             |
| -------------------------------------------------------------------------- | ------- | ---------------------- | -------------------- | -------------- | ------------------ |
| Kanclerz                                                                   |         | Alexander Schallenberg | 11 października 2021 | 6 grudnia 2021 | ÖVP                |
| Wicekanclerz, minister sztuki, kultury, służby cywilnej i sportu           |         | Werner Kogler          | 11 października 2021 | 6 grudnia 2021 | Zieloni            |
| Minister spraw zagranicznych i europejskich                                |         | Michael Linhart        | 11 października 2021 | 6 grudnia 2021 | bezp. (z puli ÖVP) |
| Minister spraw społecznych, zdrowia, pielęgniarstwa i konsumentów          |         | Wolfgang Mückstein     | 11 października 2021 | 6 grudnia 2021 | Zieloni            |
| Minister edukacji, nauki i badań naukowych                                 |         | Heinz Faßmann          | 11 października 2021 | 6 grudnia 2021 | bezp. (z puli ÖVP) |
| Minister cyfryzacji i biznesu                                              |         | Margarete Schramböck   | 11 października 2021 | 6 grudnia 2021 | ÖVP                |
| Minister finansów                                                          |         | Gernot Blümel          | 11 października 2021 | 6 grudnia 2021 | ÖVP                |
| Minister spraw wewnętrznych                                                |         | Karl Nehammer          | 11 października 2021 | 6 grudnia 2021 | ÖVP                |
| Minister obrony                                                            |         | Klaudia Tanner         | 11 października 2021 | 6 grudnia 2021 | ÖVP                |
| Minister rolnictwa, spraw regionalnych i turystyki                         |         | Elisabeth Köstinger    | 11 października 2021 | 6 grudnia 2021 | ÖVP                |
| Minister sprawiedliwości                                                   |         | Alma Zadić             | 11 października 2021 | 6 grudnia 2021 | Zieloni            |
| Minister klimatu, środowiska, energii, mobilności, innowacji i technologii |         | Leonore Gewessler      | 11 października 2021 | 6 grudnia 2021 | Zieloni            |
| Minister pracy                                                             |         | Martin Kocher          | 11 października 2021 | 6 grudnia 2021 | bezp. (z puli ÖVP) |
| Minister ds. kobiet, rodziny, młodzieży i integracji                       |         | Susanne Raab           | 11 października 2021 | 6 grudnia 2021 | ÖVP                |
| Minister ds. Unii Europejskiej                                             |         | Karoline Edtstadler    | 11 października 2021 | 6 grudnia 2021 | ÖVP                |